# Bartolomeo di Giovanni
Bartolomeo di Giovanni, detto talvolta l'Alunno di Domenico (Firenze, 1458 circa – 1501), è stato un pittore italiano di scuola fiorentina del Rinascimento.

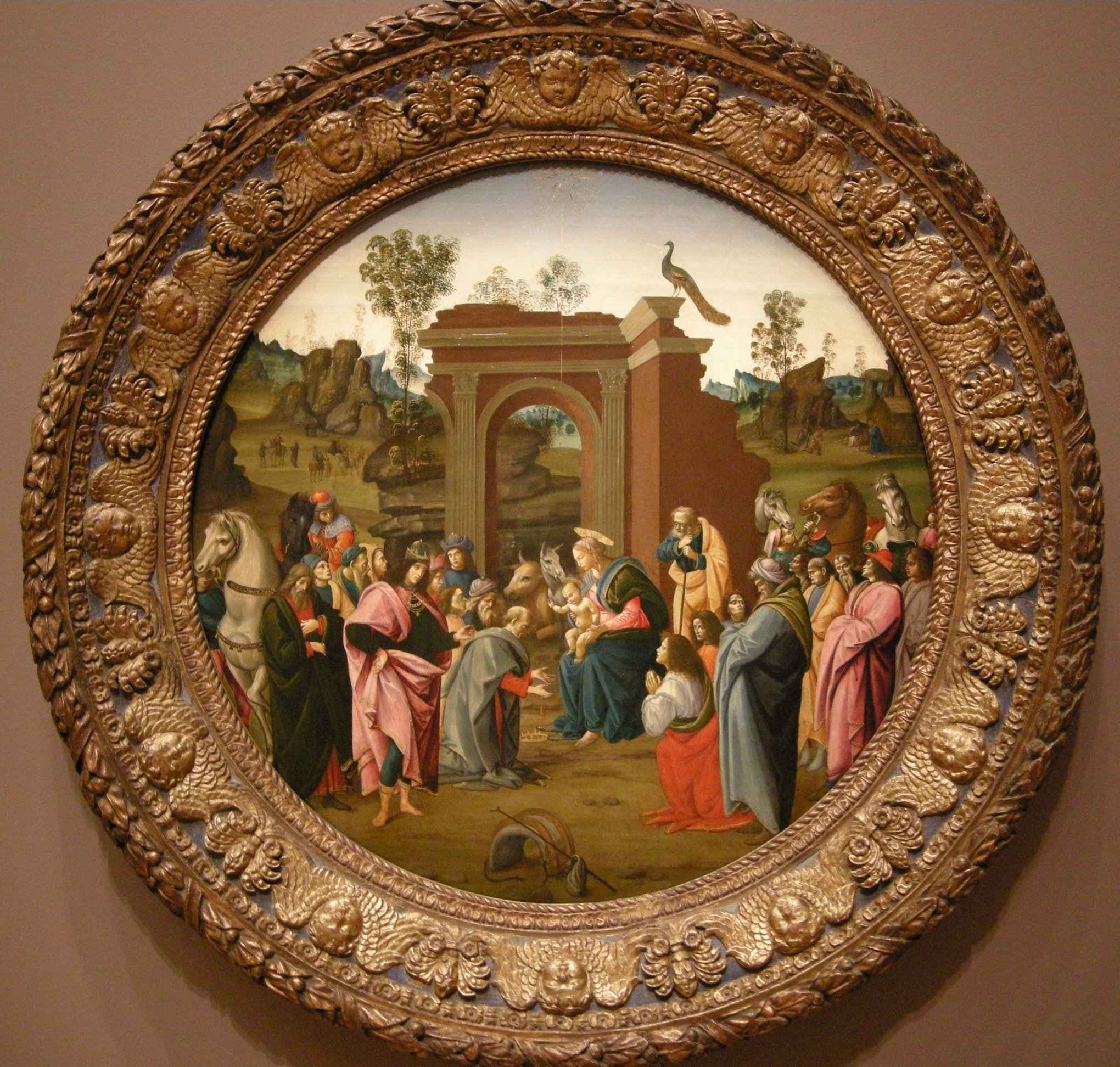
Adoration dei Magi, California Palace of the Legion of Honor, San Francisco

Fu un collaboratore stretto di Domenico Ghirlandaio, del quale contribuì a divulgarne l'arte. Con lui realizzò ad esempio la predella dell'Adorazione dei Magi degli Innocenti. Come pittore individuale la sua cifra stilistica si muove tra gli esempi del suo maestro e degli altri principali botteghe fiorentine dell'epoca, soprattutto quelle di Sandro Botticelli e Filippino Lippi. Gli sono attribuite soprattutto opere di piccolo formato.